# Emma Zapletalová
Emma Zapletalová (* 24. März 2000 in Nitra) ist eine slowakische Sprinterin und Hürdenläuferin, die sich auf die 400-Meter-Distanz spezialisiert hat.

## Sportliche Laufbahn
Erste internationale Erfahrungen sammelte Emma Zapletalová bei den 2016 erstmals in Tiflis ausgetragenen Jugendeuropameisterschaften, bei denen sie im 400-Meter-Lauf mit 58,56 s in der ersten Runde ausschied und auch über 400 m Hürden mit 63,60 s nicht über den Vorlauf hinauskam. Zudem verpasste sie mit der slowakischen Sprintstaffel (1000 Meter) mit 2:15,31 min den Finaleinzug. Im Jahr darauf schied sie bei den U20-Europameisterschaften in Grosseto mit 55,29 s in der Vorrunde über 400 Meter aus und belegte mit der 4-mal-400-Meter-Staffel in 3:44,46 min den achten Platz. 2018 wurde sie dann bei den U20-Weltmeisterschaften in Tampere in 57,35 s Fünfte im 400-Meter-Hürdenlauf und verpasste im Staffelbewerb mit 3:44,05 min den Finaleinzug. Anschließend schied sie bei den Europameisterschaften in Berlin mit 58,46 s in der ersten Runde über die Hürden aus und klassierte sich mit der Staffel mit 3:32,22 min auf dem achten Platz. 2020 stellte sie im Zuge der Slowakischen Meisterschaften in Trnava mit 55,19 s einen neuen Landesrekord über 400 m Hürden auf und löste damit Daniela Ledecká als Rekordhalterin ab. Bei den World Athletics Relays 2021 im polnischen Chorzów verpasste sie mit neuem Landesrekord von 3:19,66 min den Finaleinzug in der gemischten 4-mal-400-Meter-Staffel. Anfang Juli siegte sie dann bei den U23-Europameisterschaften in Tallinn mit neuem Meisterschafts- und Landesrekord von 54,28 s und qualifizierte sich auch für die Olympischen Spiele in Tokio, bei denen sie mit 55,79 s im Halbfinale ausschied.
In den Jahren 2020 und 2021 wurde Zapletalová slowakische Meisterin im 400-Meter-Hürdenlauf sowie in der 4-mal-100-Meter-Staffel. Zudem wurde sie in den Jahren 2017 und 2018 Hallenmeisterin über 400 Meter sowie 2017 auch in der 4-mal-200-Meter-Staffel.

## Persönliche Bestleistungen
- 400 Meter: 52,54 s, 22. August 2020 in Ostrava
  - 400 Meter (Halle): 55,87 s,18. Februar 2018 in Bratislava
- 300 m Hürden: 38,97 s, 8. September 2020 in Ostrava (nationale Bestleistung)
- 400 m Hürden: 55,19 s, 30. August 2020 in Trnava (slowakischer Rekord)